# 이마리야키
이마리야키(일본어: 伊万里焼)는 사가현의 아리타에서 생산되는 도자기의 총칭이다.